# Hotel Imperial Tarraco
L'Hotel Imperial Tarraco és un antic hotel de Tarragona situat prop del Balcó del Mediterrani que va tancar el 22 de maig del 2017. L'edifici, construït el 1963 i reformat el 2007, té sis plantes i compta amb 170 habitacions.
L'hotel va ser propietat del Grup Husa de Joan Gaspart i Solves i va tancar per problemes econòmics. El 2015, el grup hoteler Husa devia 153,3 milions d'euros a diversos creditors. El desembre de 2016 es va fer una subhasta que quedà deserta i, per tant, l'hotel restà a mans del seu principal creditor, una immobiliària, que presentà una demanda de cessament d'activitat. Posteriorment el grup Alta Diamond Projects es quedà l'hotel per 5 milions d'euros. Els últims clients de l'hotel van ser un grup de militars britànics que van marxar després de l'esmorzar del 22 de maig del 2017.
En el moment del tancament, a finals de maig del 2017, hi treballaven 36 persones, que van negociar indemnitzacions amb el grup Husa i van demanar parlar amb l'alcalde de Tarragona mentre esperaven la resolució del judici que els podria deixar al carrer.
El tancament de l'hotel no va afectar el Casino de Tarragona, que va continuar ubicat a la planta baixa de l'edifici.